# Rostisław Dawidienkow
Rostisław Nikołajewicz Dawidienkow, ros. Ростислав Николаевич Давиденков (ur. w 1900 r., zm. 6 grudnia 1973 r.) – radziecki, a następnie emigracyjny hydrotechnik, kolaborant podczas II wojny światowej
W latach 20. ukończył studia w Instytucie Inżynierów Transportu w Leningradzie, po czym wykładał w Instytucie Hydrotechnicznym przy leningradzkiej politechnice. Był autorem prac naukowych. Osiągnął tytuł doktora nauk technicznych. Po ataku wojsk niemieckich na ZSRR 22 czerwca 1941 r., został ewakuowany do Piatigorska. Kiedy Niemcy wkroczyli na Północny Kaukaz w sierpniu 1942 r., podjął z nimi kolaborację. Na pocz. 1943 r. uszedł z wojskami niemieckimi na zachód. Następnie przybył do Niemiec, gdzie pracował w berlińskich instytutach naukowych. Po zakończeniu wojny podjął pracę w zarządzie dróg wodnych administracji państwowej. Otrzymał tytuł profesora. Opublikował szereg prac naukowych.